# Gertrude Prombove
Gertrude Prombove Yondno (ur. 20 lipca 1992) – kameruńska zapaśniczka walcząca w stylu wolnym. Srebrna medalistka mistrzostw Afryki w 2017 roku.